# Noureddin, fils de l'Iran
 (octobre 2020).
Le contenu est difficilement compréhensible vu les erreurs de traduction, qui sont peut-être dues à l'utilisation d'un logiciel de traduction automatique.
Noureddin, Fils de l'Iran (persan : نورالدین پسر ایران) sont des mémoires de Sayyid Noureddin Afi de 80 mois de sa participation à la guerre Iran-Irak. Noureddin, Fils de l'Iran a été publié par publication Sureye Mehr  en 2011. En 1994, Mousa Ghayour a enregistré les mémoires de Noureddin Afi en Turc et il a été présenté comme un livre écrit par Masoume Sepehri un ans plus tard. Ce livre est composé de 18 chapitres. Le narrateur parle d'un rêve que la raison de la production de cette mémoire de la guerre.Noureddin, Fils de l'Iran a gagné dans la catégorie "Mémoire" des Jalal Al-e Ahmad Prix littéraires (2012), prix du livre le plus lucratif de l'Iran.

## Les Mémoires
Sayyid Noureddin veut participer à la guerre Iran-Irak, mais il n'est pas autorisé d'abord parce qu'il est encore jeune. Il essaie à plusieurs reprises et finalement ils l'ont laissé aller à la guerre. Il suit un cours de formation militaire à l'automne de 1980, et se dirige vers les zones occidentales de l'Iran à servir dans la Corps des Gardiens de la révolution islamique du Mahabad. Il se déplace vers les zones de guerre sud avec son frère, Sadegh. Nourreddin perd son frère dans un raid aérien irakien. Avec des éclats d'obus dans son corps, ils lui font passer sous la chirurgie dans les hôpitaux de Mashhad et Kermanshah plusieurs fois. Mais il ne récupère pas bien parce qu'il est gravement endommagé dans le visage, les yeux et l'estomac. En raison des graves blessures sur son visage, son visage change quand il n'est que de 18. En 1984, il épouse une jeune fille de 16 ans du nom de Masoume et leur enfant est né 4 ans plus tard. La guerre se termine, mais il souffre encore des blessures et il s'ennuie de ses amis belle, surtout Amir Maralbash qui a été tué dans la guerre.

## Dessin animé
Noureddin, Fils de l'Iran est un film animé par ordinateur produit par Meisam Hosseini. Le film se compose de 30 parties de 15 minutes chacune. Artistes iraniens célèbres tels que Atila Pesyani, Pejman Bazeghi, Ali Saleh Ala et Masoud Forutan ont travaillé sur le film.

## Prix littéraire
Le livre de "Nour-e Al-Din fils d'Iran" lors de la cérémonie de clôture du cinquième prix littéraire Jalal Al-Ahmed, le prix littéraire le plus cher d'Iran, a remporté le titre du meilleur livre du département documentaire et Souvenirs.